# Leichtathletik-Europameisterschaften 1990/20 km Gehen der Männer

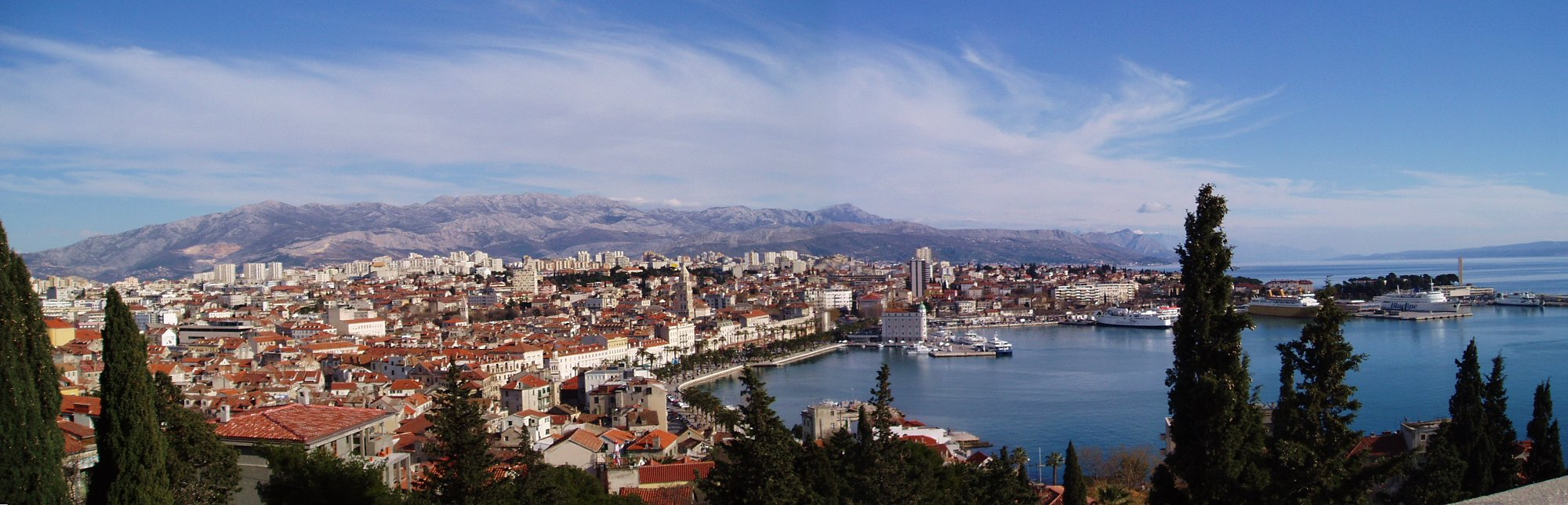
Panoramablick auf Split im Jahr 2006

Das 20-km-Gehen der Männer bei den Leichtathletik-Europameisterschaften 1990 wurde am 28. August 1990 in den Straßen Splits ausgetragen.
Europameister wurde der tschechoslowakische EM-Dritte von 1982 Pavol Blažek. Er gewann vor dem Spanier Daniel Plaza. Bronze ging an den Franzosen Thierry Toutain.

## Bestehende Rekorde / Bestleistungen
Anmerkung:

Rekorde wurden damals im Marathonlauf und Straßengehen wegen der unterschiedlichen Streckenbeschaffenheiten mit Ausnahme von Meisterschaftsrekorden nicht geführt.
| Weltbestzeit         | 1:18:20 h | Andrei Perlow    | Moskau, Sowjetunion (heute Russland) | 26. Mai 1990    |
| Europabestzeit       | 1:18:20 h | Andrei Perlow    | Moskau, Sowjetunion (heute Russland) | 26. Mai 1990    |
| Meisterschaftsrekord | 1:21:15 h | Jozef Pribilinec | EM in Stuttgart, BR Deutschland      | 27. August 1986 |

Der bestehende EM-Rekord wurde bei diesen Europameisterschaften nicht erreicht. Mit seiner Siegerzeit von 1:22:05 h blieb der tschechoslowakische Europameister Pavol Blažek fünfzig Sekunden über dem Rekord. Zur Welt- und Europabestzeit fehlten ihm 3:45 Minuten.

## Durchführung
Hier gab es keine Vorrunde, alle 27 Geher traten gemeinsam zum Finale an.

## Ergebnis

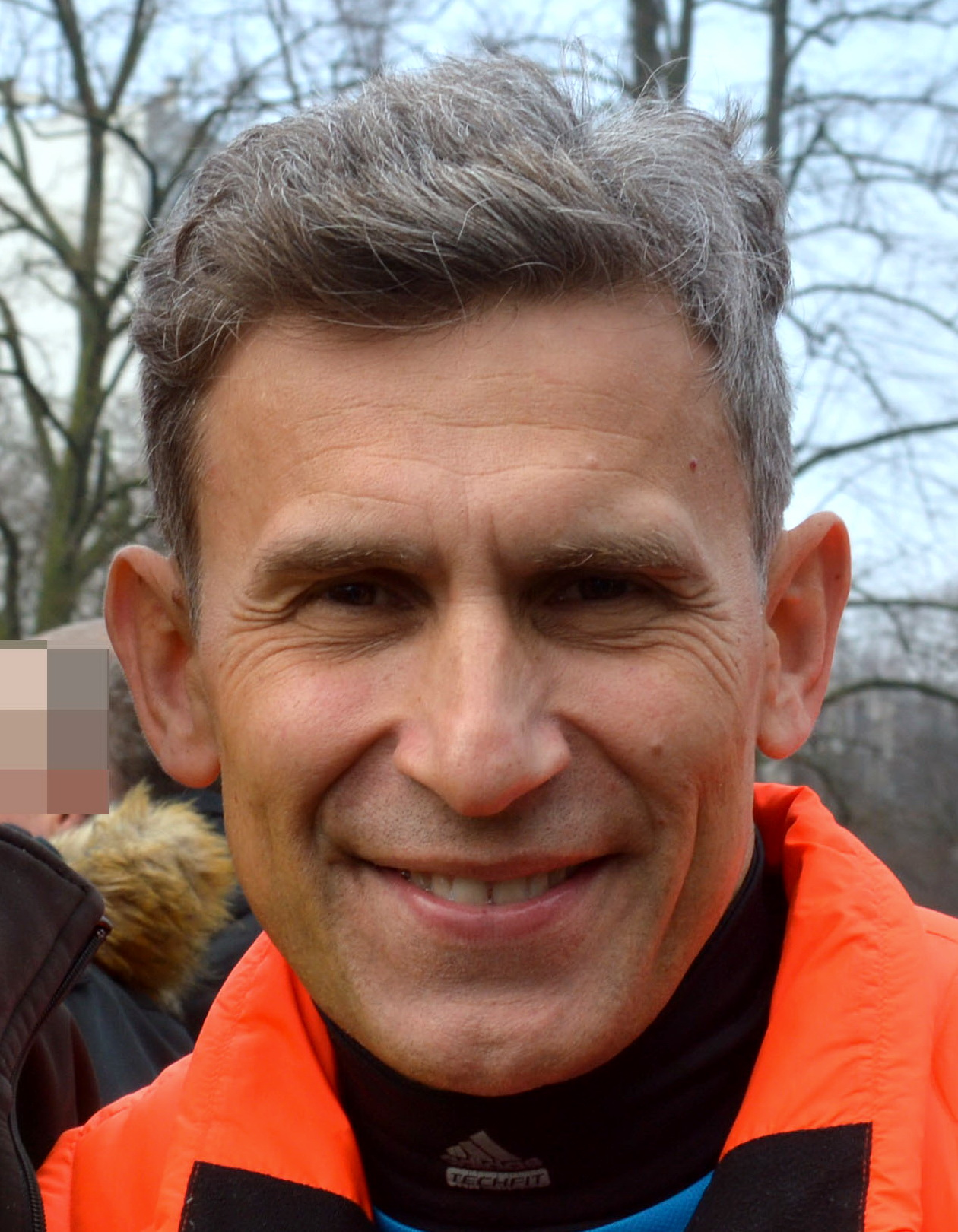
Der hier viertplatzierte Robert Korzeniowski (auf dem Foto im Jahr 2018) stand am Anfang einer Karriere mit großen Erfolgen und zahlreichen Titeln

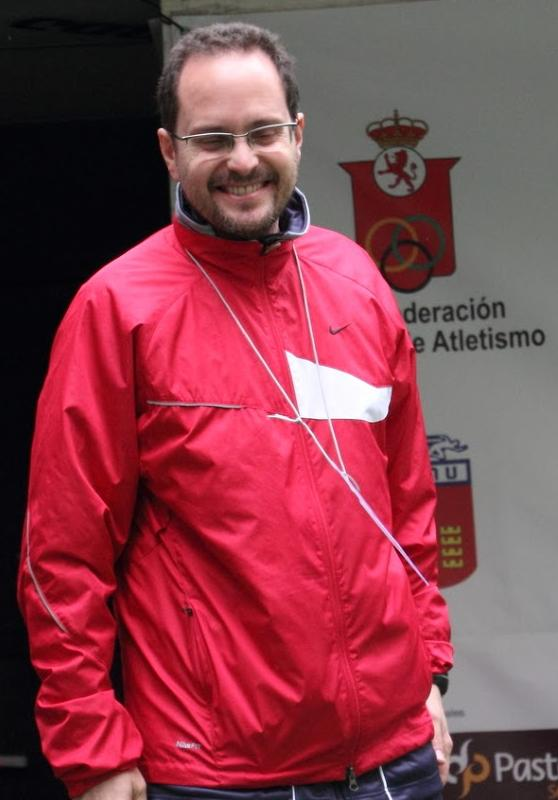
Valentí Massana erreichte Platz fünf

28. August 1990
| Platz | Name                   | Nation           | Zeit (h) |
| ----- | ---------------------- | ---------------- | -------- |
| 1     | Pavol Blažek           | Tschechoslowakei | 1:22:05  |
| 2     | Daniel Plaza           | Spanien          | 1:22:22  |
| 3     | Thierry Toutain        | Frankreich       | 1:23:22  |
| 4     | Robert Korzeniowski    | Polen            | 1:23:47  |
| 5     | Valentí Massana        | Spanien          | 1:23:53  |
| 6     | Walter Arena           | Italien          | 1:24:16  |
| 7     | Bernd Gummelt          | DDR              | 1:24:33  |
| 8     | Giovanni De Benedictis | Italien          | 1:24:51  |
| 9     | Robert Ihly            | BR Deutschland   | 1:25:31  |
| 10    | Ján Záhončík           | Tschechoslowakei | 1:26:47  |
| 11    | Franz Kaszjukewitsch   | Sowjetunion      | 1:27:12  |
| 12    | Sergio Spagnulo        | Italien          | 1:27:52  |
| 13    | Miguel Ángel Prieto    | Spanien          | 1:28:32  |
| 14    | Kari Ahonen            | Finnland         | 1:28:57  |
| 15    | Sándor Urbanik         | Ungarn           | 1:29:19  |
| 16    | Mark Easton            | Großbritannien   | 1:31:06  |
| 17    | Magnus Morenius        | Schweden         | 1:31:51  |
| 18    | Ralph Weise            | DDR              | 1:32:45  |
| 19    | José Urbano            | Portugal         | 1:32:50  |
| 20    | Aldo Bertoldi          | Schweiz          | 1:33:55  |
| 21    | Michael Lane           | Irland           | 1:35:04  |
| DNF   | José Pinto             | Portugal         |          |
| DNF   | Michail Schtschennikow | Sowjetunion      |          |
| DNF   | Grigori Kornew         | Sowjetunion      |          |
| DNF   | Axel Noack             | DDR              |          |
| DSQ   | Andi Drake             | Großbritannien   |          |
| DSQ   | Roman Mrázek           | Tschechoslowakei |          |

## Videolink
- 2794 European Track & Field 1990 20km Walk Men, www.youtube.com, abgerufen am 22. Dezember 2022